# XavlegbmaofffassssitimiwoamndutroabcwapwaeiippohfffX
XavlegbmaofffassssitimiwoamndutroabcwapwaeiippohfffX, souvent abrégé en Xavleg, est un groupe de grindcore sud-africain connu pour son style brutal et ses thèmes comiques impliquant des mèmes Internet et de la violence graphique. 

## Histoire
XavlegbmaofffassssitimiwoamndutroabcwapwaeiippohfffX est formé en 2016 par des membres du groupe de deathcore Vulvodynia basé à Durban, animés par une passion commune pour le métal extrême et un intérêt pour le mélange d'horreur et d'humour avec leur musique,. 
Le groupe sort son premier EP, Gore, en 2016. En 2018, ils produisent leur premier album complet, Gore 2.0, et un single, Invoke the Smoke. Les membres du groupe sont Duncan Bentley, Byron Dunwoody et Kris Xenopoulos.

## Style
XavlegbmaofffassssitimiwoamndutroabcwapwaeiippohfffX joue du brutal death metal,  en particulier du slam death metal, un microgenre agressif de death metal caractérisé par son son lourd et désaccordé et ses motifs rythmiques effrénés.

## Nom
Le nom de XavlegbmaofffassssitimiwoamndutroabcwapwaeiippohfffX est une abréviation de 52 lettres pour « Acidic Vaginal Liquid Explosion Generated by Mass Amounts of Filthy Fecal Fisting and Sadistic Septic Syphilic Sodomy Inside the Infected Maggot Infested Womb of a Molested Nun Dying Under the Roof of a Burning Church While a Priest Watches and Ejaculates in Immense Perverse Pleasure Over His First Fresh Fetus »,  avec un « X » de chaque côté. Cela peut se traduire par « Explosion de liquide vaginal acide générée par des quantités massives de fisting fécal sale et de sodomie syphilique septique sadique à l'intérieur de l'utérus infesté d'asticots infectés d'une religieuse agressée mourant sous le toit d'une église en feu pendant qu'un prêtre regarde et éjacule avec un immense plaisir pervers sur son premier fœtus frais ». Le nom extrême a permis au groupe de recevoir une attention en ligne, devenant ainsi un mème Internet. Le 6 décembre 2016, le logo du groupe est nommé « Logo de groupe complètement illisible de la semaine » par le site d'information MetalSucks.

## Discographie
- Gore (EP) – 2016 [10],[11]
- Gore 2.0 (album) – 2018 [12],[10]
- Invoke the Smoke (single) – 2018 [13]